# Абдуллатиф-хан
Абдуллатиф-хан (узб. Abdullatifxon; 1495—1551 годы) — седьмой представитель узбекской династии Шейбанидов, который в 1540—1551 годах правил в одноимённом государстве.

## Биография
Сын Кучкунджи-хана Абдуллатиф-хан в 1537-1538 годах участвовал в походе Убайдулла-хана на Хорезм. В марте 1540 года, после смерти Абдулла-хана I, он пришёл к власти в Самарканде. Он не признал правителем государства Абдулазиз-хана, который объявил себя правителем Бухары. Так в государстве Шейбанидов возникло двоевластие: в Самарканде правил Абдуллатиф-хан, а в Бухаре сын Убайдуллы Абдаллазиз-хан. Абдулатиф-хан выпускал монеты в Бухаре, Ташкенте, Самарканде и Балхе с титулами «Хакан сын хакана Абулгази бахадурхан».
У Абдулатиф-хана было два сына: Абдалсултан и Гадайхан.

## Политика в области культуры
Абдулатиф-хан считался знатоком истории Мавераннахра и династии Шибанидов. Он покровительствовал поэтам и учёным. Сам Абдулатиф-хан писал стихи под литературным псевдонимом Хуш.
При правлении Абдулатиф-хана в официальной документации использовался не только персидский, но и узбекский язык.
Личный врач Абдуллатиф-хана Мулла Мухаммад Юсуф Каххал был автором медицинского трактата «Изучение лихорадок» («Тахкик ал-хуммайат»), в котором разбираются причины заболевания и методы лечения лихорадки. Ему же принадлежит другой труд — «Оливки произведений окулистов» («Зубдат ал-каххалин»), посвящённый глазным болезням.

## Смерть
Абдулатиф-хан скончался в Самарканде в 1552 году и был похоронен рядом с отцом в усыпальнице в Самарканде. К власти пришёл его родственник, губернатор Ташкентского владения Науруз Ахмед-хан, который был провозглашён ханом всех узбеков.